# André Servier
Pour les articles homonymes, voir Servier (homonymie).
André Servier, né le 2 novembre 1876 à Moyeuvre-Grande, est un publiciste et historien français résidant en Algérie au début du XXe siècle.

## Biographie
André Servier était rédacteur en chef de La Dépêche de Constantine, journal constantinois.
Il est un des rares intellectuels français à avoir étudié en profondeur la Sira d'Ibn Ishâq et les coutumes de l'Afrique du Nord. Il a aussi étudié l'Empire ottoman ainsi comme le mouvement du panislamisme, mouvement qui se développait alors avec la naissance de mouvements nationalistes au sein des pays musulmans du Maghreb et du Moyen-Orient. Servier se voyait comme un continuateur de l’œuvre de Louis Bertrand, mais adaptée à l’islam.

## Pensée
Servier, en analysant les jeunes mouvements nationalistes, écrit que le Parti nationaliste égyptien « vise au rétablissement de la puissance islamique et à l'expulsion de l'étranger. C'est une forme nouvelle du panislamisme mais une forme plus dangereuse parce qu'elle a des tendances réalistes, qu'elle vise un but pratique, immédiatement réalisable. Ce mouvement d'émancipation est né en Égypte par réaction contre la domination anglaise. Son inspirateur fut Mustafa Kamil qui, le 22 octobre 1907, fit acclamer à Alexandrie le programme du Parti national dont il était le chef : « Les Égyptiens pour l'Égypte, l'Égypte pour les Égyptiens. » Moustapha Kamel ajoutait : « Nous sommes des spoliés et les Anglais des spoliateurs. Nous voulons notre pays libre sous la domination spirituelle du Commandeur des Croyants. »
Servier n'est pas considéré un auteur « politiquement correct » aujourd'hui à cause de ses opinions sur la supériorité intellectuelle de la pensée européenne (comme philosophie fondée sur l’idée de liberté et la « raison éclairée » de l’être humain), et de sa critique de l'Islam [Information douteuse]

## Publications
- Le Nationalisme musulman en Égypte, en Tunisie, en Algérie : le péril de l'avenir, Constantine, M. Boet. 1913
- L’Islam et la Psychologie du musulman, Paris, 1923
- Le Problème tunisien et la question du peuplement français, 1925